# Géza Varasdi
Géza Varasdi   (Budapest, 6 de febrer de 1928 - 4 de maig de 2022) va ser un atleta hongarès, especialista en curses de velocitat, que va competir durant la dècada de 1950.
El 1952 va prendre part en els Jocs Olímpics d'Estiu de Hèlsinki, on guanyà la medalla de bronze en els 4x100 metres relleus del programa d'atletisme, rere l'equip estatunidenc i soviètic. Formà equip amb László Zarándi, György Csányi i Béla Goldoványi. Quatre anys més tard, als Jocs de Melbourne, disputà dues proves del programa d'atletisme. En ambdues quedà eliminat en sèries.
En el seu palmarès destaca una medalla d'or en els 4x100 metres del Campionat d'Europa d'atletisme de 1954, amb el mateix equip que guanyà la medalla olímpica, i dos campionats nacionals dels 100 metres, el 1951 i 1956. Va aconseguir millorar el rècord nacional del 4x100 metres en tres ocasions.
En acabar els Jocs de 1956 va quedar-se a viure a Austràlia, on treballà com a metge.

## Millors marques
- 100 metres. 10.6" (1956)[1]